# Callopistria pseudintermissa
Callopistria pseudintermissa är en fjärilsart som beskrevs av Pierre E.L. Viette 1965. Callopistria pseudintermissa ingår i släktet Callopistria och familjen nattflyn. Inga underarter finns listade i Catalogue of Life.